# Монхаупт, Бригитта
Бригитта Маргрет Ида Монхаупт (нем. Brigitte Margret Ida Mohnhaupt, род. 24 июня 1949 года, Райнберг) — городской партизан, бывший член Фракции Красной армии (РАФ) и Социалистического коллектива пациентов. За участие в террористических актах была приговорена к пожизненному заключению в 1982 году, но 27 марта 2007 года вышла на свободу.

## Ранние годы
Родилась 24 июня 1949 г. в Райнберге в семье сотрудника издательского дома. В 1967 году поступила на философский факультет Мюнхенского университета. В конце 1960-х стала участницей антивоенного движения. На радикализацию взглядов Монхаупт повлияла работа Карлуса Маригеллы «Краткий учебник городской герильи». Входила в Социалистический коллектив пациентов. После роспуска организации она вместе с Ирмгард Мёллер приосоединилась к Фракции Красной Армии.

## Фракция Красной Армии
Монхаупт стала членом РАФ приблизительно в 1971 году. Тогда она еще не была на первых ролях, но принимала активное участие в подготовке вооруженных нападений и терактов. 9 июня 1972 года она была арестована. Монхаупт обвинялась в подделке документов и нелегальном хранении оружия. В тюрьме она поддерживала связь с лидерами РАФ — Баадером и Энслин. После гибели Майнхоф в 1976 году, она была переведена в тюрьму «Штаммхайм», где находились Баадер, Энслин и Распе. Благодаря её личным качествам она рассматривалась Баадером и Энсслин как новый лидер РАФ на свободе. Покинув тюрьму 8 февраля 1977 года, она тут же перешла на нелегальное положение, чтобы начать борьбу за освобождение своих соратников. С 1977 по 1982 годы Монхаупт была руководителем так называемого «второго поколения» РАФ и приняла активное участие в разработке планов вооружённых акций во время «Немецкой осени». После ареста в ноябре 1982 года она была приговорена к пятикратному пожизненному заключению плюс 15 лет за убийство в 9 случаях.

## После освобождения
После 24 лет в тюрьме 57-летняя Монхаупт была условно освобождена 27 марта 2007 года. При освобождении было учтено, что Монхаупт находилась под стражей дольше, чем кто-либо из нацистских преступников, не считая Рудольфа Гесса.
После освобождения Монхаупт сообщила через своего адвоката, что будет преследовать всякого, кто будет публично называть её «убийцей» или «самой ужасной террористкой». Защитник Монхаупт обосновал это требование правом всякого освобожденного на полноценную интеграцию в общество. Это заявление спровоцировало активную дискуссию о том, каким образом бывшие террористы могут быть интегрированы в общество после столь длительного заключения. Многие политики и общественные деятели признали право Монхаупт на защиту своего имени, противники этого подхода указывали, что такой подход к прошлому ограничивает свободу слова и возможности осмысления последствий леворадикального террора.
В отличие от некоторых членов РАФ (Боок, Вишневски, Малер, Пролл, Шиллер), Монхаупт предпочитает не комментировать своё участие в РАФ. Выступая в качестве свидетеля по делу Верены Бекер, которая подозревается в убийстве Генерального прокурора ФРГ Зигфрида Бубака в 1977 г., Монхаупт отказалась давать показания за или против своей бывшей соратницы.

## Кинематограф
В фильме 2008 года об истории Фракции Красной Армии «Комплекс Баадера — Майнхоф» роль Монхаупт исполнила актриса Надя Уль.